# Tân Phú Đông, Sa Đéc
Tân Phú Đông là một xã cũ thuộc thành phố Sa Đéc, tỉnh Đồng Tháp, Việt Nam. Trên địa bàn xã có làng nghề làm bột gạo truyền thống trăm năm tuổi đã được công nhận là di sản văn hóa phi vật thể quốc gia vào năm 2024.

## Địa lý
Xã Tân Phú Đông nằm ở phía nam thành phố Sa Đéc, có vị trí địa lý:
- Phía đông giáp Phường 2
- Phía tây giáp huyện Lai Vung
- Phía nam giáp huyện Châu Thành
- Phía bắc giáp Phường 2 và phường An Hòa.

Xã có diện tích 12,39 km², dân số năm 1999 là 13.641 người, mật độ dân số đạt 1.101 người/km².

## Hành chính
Xã Tân Phú Đông được chia thành 5 ấp: Phú An, Phú Long, Phú Thành, Phú Thuận, Phú Hòa.

## Lịch sử
Ngày 10 tháng 9 năm 1981, Hội đồng Bộ trưởng ban hành Quyết định 62-HĐBT về việc thành lập xã Tân Phú Đông gồm có các ấp Phú Long, Phú Thuận và Phú Hoà.
Ngày 16 tháng 2 năm 1987, Hội đồng Bộ trưởng ban hành Quyết định số 36-HĐBT. Theo đó, tách các ấp Hòa Khánh, Phú Mỹ và một phần ấp Phú Thuận thuộc xã Tân Phú Đông để thành lập phường 2.
Xã Tân Phú Đông còn lại 3 ấp: Phú Long, Phú Thuận và Phú Hòa.
Ngày 14 tháng 10 năm 2013, Chính phủ ban hành Nghị quyết số 113/NQ-CP về việc thành lập thành phố Sa Đéc thuộc tỉnh Đồng Tháp. Xã Tân Phú Đông trực thuộc thành phố Sa Đéc.